# ضربة في الراس (فلم)
ضربة في الراس هو فيلم مغربي كوميدي من إخراج هشام العسري سنة 2017، وبطولة كل من عزيز الحطاب، لطيفة أحرار، عادل أبا تراب، وآخرين.
وقد وقع اختيار لجنة مهرجان «برلين السينمائي الدولي» (الدورة 67) عليه للمشاركة في أيامه، وذلك ضمن فقرة «بانوراما».

## القصة
تطرق الفيلم إلى حقبة الثمانينيات في المغرب، وتدور أحداثه عام 1986، في اليوم الذي فاز فيه المنتخب المغربي على المنتخب البرتغالي في دورة «كأس العالم 1986» في المكسيك، وتأهله إلى الدور الثاني من المنافسات. الشخصية الرئيسية في الفيلم هي شخصية ضابط مشلول الوجه بعد أن أصيب في الرأس أثناء مظاهرات الخبز عام 1981، حين أرسل لتأمين جسر سيمر عليه موكب رسمي، وأثناء ذلك يتلقي بامرأة تعيش بالقرب من هذا الجسر وتلعب دورها لطيفة أحرار.
الفيلم كوميديا سياسية عن علاقة السلطة بالناس في عهد الملك الحسن الثاني خلال ثمانينيات القرن الماضي، حيث نرى مغرب المرحلة بعين شرطي يكتشف صورة النظام الذي يخدمه في ردود أفعال الناس، صورة مريعة لناس مدجّنين يدربهم المقدم – وهو أصغر رجل سلطة – على الانحناء باعتبار المقدم هو مايسترو المرحلة، يتدربون على الانحناء ليفعلوا ذلك بمهارة حين تمر سيارة الملك.

## جوائز
حاز الفيلم على جائزة لجنة التحكيم الخاصة وجائزة أحسن دور رجالي (للممثل عزيز حطاب) بالدورة 18 للمهرجان الوطني للفيلم بطنجة.

## روابط خارجية
- مقالات تستعمل روابط فنية بلا صلة مع ويكي بيانات
- http://ptd.lu/headbang-lullaby/ نسخة محفوظة 7 مارس 2017 على موقع واي باك مشين.
- http://www.ccm.ma/actualite.php?id=1403